# Барроу, Стивен
Стивен Барроу (англ. Steven Borough; 25 сентября 1525, Девон — 12 июля 1584, Чатем, Кент) — английский мореплаватель, исследователь Арктики, автор первого словаря одного из саамских языков (1557), составитель карты Баренцева моря.

## Биография
С 1553 по 1554 годы был штурманом на корабле «Edward Bonaventure» («Эдуард — Благое предприятие»), приняв участие в экспедиции под руководством Ричарда Ченслора, отправленной Хью Уиллоби по отысканию северо-восточного прохода из Западной Европы в Китай и Индию.
В 1556 году предпринял экспедицию к реке Оби, в надежде через Обь проникнуть в Катай (Китай). 9 июня 1556 года он на маленьком пинасе «Serchthrift» («Ищи выгоды») благополучно вошёл в устье реки Колы. 22 июня его судно вместе с ладьями поморов вышло в море и, медленно продвигаясь вдоль берега в течение двух дней, неудачно пыталось обогнуть Канин Нос. 15 июля Барроу прошёл через «опасный бар» Печоры, простояв там 5 дней, и один двинулся в открытое море. Утром 21 июля «Serchthrift» попал во льды. Выйдя из них, Барроу четыре дня следовал на восток и подошёл к острову у юго-западного берега Новой Земли и у 72° 42" с. ш. нашел хорошую стоянку. 31 июля Барроу стал на якорь у острова близ северо-западного берега острова Вайгач. 6 августа Барроу расстался с русскими поморами на широте 70° 25" с. ш. и, после разлуки с ними, очень мало продвинулся на восток, пройдя Карские Ворота. 22 августа судно повернуло обратно, перезимовав в устье Северной Двины в Холмогорах. Об этом путешествии он рассказал в книге «Плавание в направлении реки Оби». Во время экспедиции были сделаны важные географические открытия.
Барроу — автор сочинения «Путешествие г. Стифена Барроу в 1557 г. из Колмогор в Вардехус в поисках „Благой Надежды“, „Благого упования“ и „Филиппа и Марии“, о которых ничего не было слышно с предыдущего года».
В 1558 году доставил в Англию копию труда испанского космографа Мартина Кортеса де Альбакар «Breve Compendio», который был переведён и опубликован в 1561 году как «Art of Navigation».
В 1560 году на корабле «Ласточка» вновь посещал Россию, а в 1563 году был назначен командиром на одном из кораблей королевы Елизаветы I и до конца жизни служил в британском флоте.

## Память
Его именем названы река Барроу на юго-востоке Ирландии и город-порт в Великобритании на берегу Ирландского моря.